# 永野景子
永野 景子（ながの けいこ、1969年7月4日 - ）は、文化放送のコミュニケーション デザイン局 報道スポーツ センター記者兼次長。元アナウンサー。

## 経歴・人物
三重県松阪市出身。聖心女子大学文学部卒業後、1992年4月、文化放送にアナウンサーとして入社。
2003年、アナウンス部から報道部に異動。主に警視庁 取材班サブ キャップを担当。2008年から、編成局 報道制作部デスクで警視庁 記者クラブのキャップを担当。2010年12月1日付で同スポーツ部と統合され、報道スポーツ制作部（現・コミュニケーション デザイン局 報道スポーツ センター）となり、同部署 所属となる。
趣味はドライブ、ゴルフ。好物はモンブランにパスタなど。
HPのタイトルにもなっている愛犬タビー（まめ柴犬）と同居生活を送る。

## 現在の出演番組
- ニュース・パレード - 月・火曜日

## 過去の出演番組
- 小倉智昭の夕焼けアタックル - アシスタント
- 財津和夫の素敵な夜だから - アシスタント
- 徳永英明 What's Up! Tokunaga - アシスタント
- フォークトレイン - 初代アシスタント
- 清水国明の 集まれ! 川仲間 - アシスタント
- 甘い生活
- 楽音潮流 Music Regalo
- ロンドンブーツ1号2号 田村淳のNewsCLUB - 初代アシスタント。2008年11月13日 - 2011年3月27日まで出演
- 菅野しろうのアナログ情報バラエティ　しろバラ」 - 番組内のこちら文化放送 報道部　ニュース最前線のコーナーに不定期 出演
- 斉藤一美 ニュースワイドSAKIDORI! - 木曜日サブ キャスター